# Per Magnus Johansson

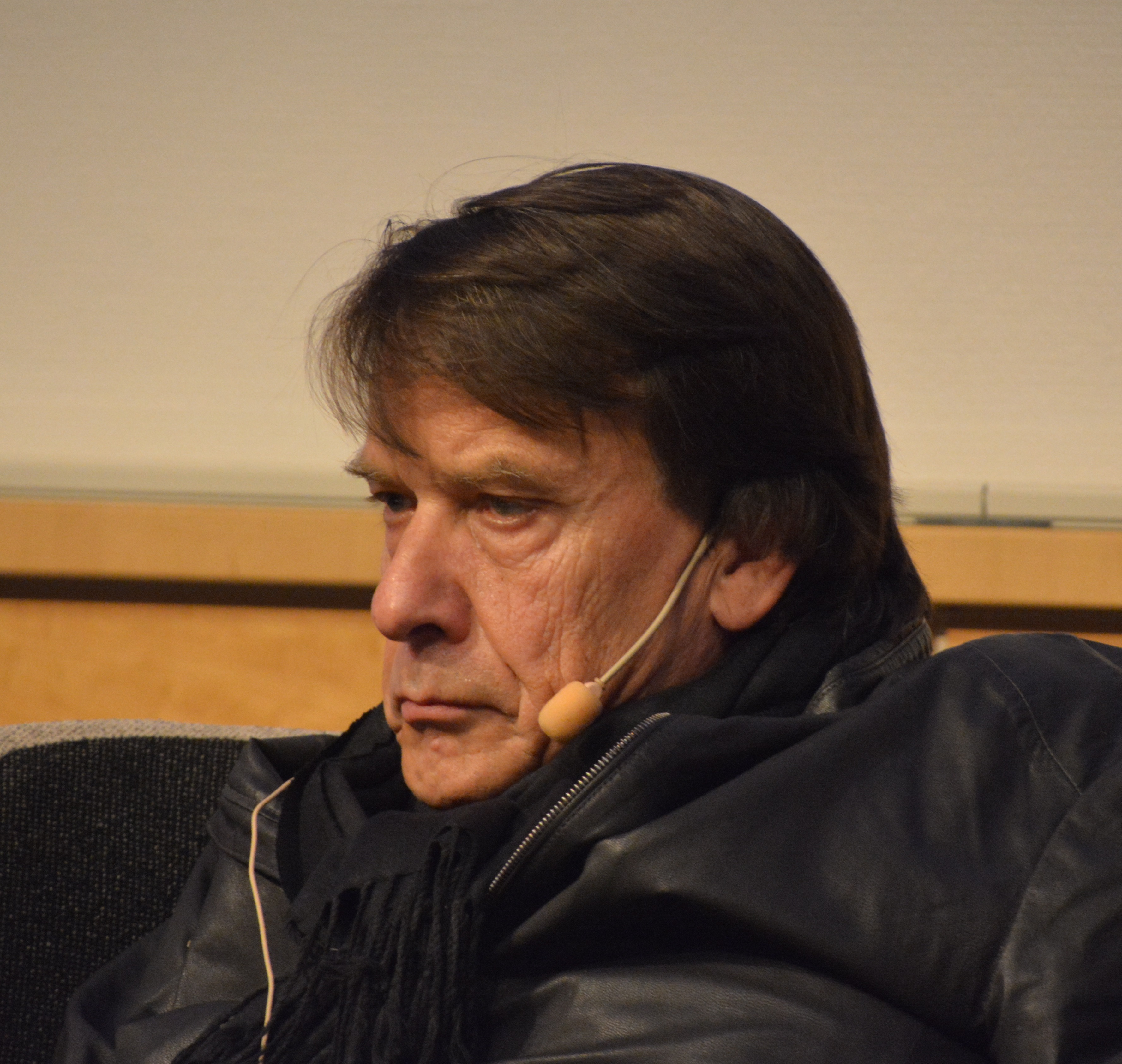
Per Magnus Johansson på Bokmässan i Göteborg 2015.

Per Magnus Johansson, född 28 september 1950 i Göteborg, är en svensk psykoanalytiker, psykolog, psykoterapeut och idéhistoriker. 

## Biografi
Johansson disputerade 1999 vid Göteborgs universitet med doktorsavhandlingen Freuds psykoanalys. De psykoanalytiska pionjärer som beskrivs i egna kapitel i avhandlingen är Poul Bjerre, Emanuel af Geijerstam, Pehr Henrik Törngren, Ola Andersson, Lajos Székely och Carl Lesche. 2003 publicerade Johansson Freuds psykoanalys. Band III, Arvtagare i Sverige del 2. I denna volym ägnas kapitel åt Alfhild Tamm, Gunnar Nycander, Gösta Harding och Stefi Pedersen. Efter att sålunda ha beskrivit receptionen av Freud och psykoanalysen ur ett svenskt perspektiv koncentrerade Johansson en fjärde volym i serien på psykiatrins och den kliniska psykologins situation i Göteborg (Freuds psykoanalys. Band IV, Inblickar i psykiatrins och den psykodynamiska terapins historia i Göteborg 1945–2000, utgiven 2009). Johansson är docent i idé- och lärdomshistoria.
Johanssons psykoanalytiska utbildning har ägt rum i Paris, med läroanalys hos Pierre Legendre (1930-2023).
Tillsammans med psykoanalytikern och historikern Élisabeth Roudinesco har Johansson introducerat Ola Andersson, svensk psykoanalytiker och forskare under 1900-talet, i Frankrike. Han har vidare fackgranskat och introducerat översättningar till svenska av flera texter av Sigmund Freud och Michel Foucault.
Johansson har i Göteborg grundat Freudianska föreningen som arrangerar en seminarieverksamhet och föreläsningar. Johansson är grundare av, redaktör och ansvarig utgivare för Arche – tidskrift för psykoanalys, humaniora och arkitektur (tidigare Psykoanalytisk Tid/Skrift). I tidskriften har Johansson publicerat intervjuer med flera franska psykoanalytiker såsom René Major, Élisabeth Roudinesco, Julia Kristeva, Roland Gori, Charles Melman och Catherine Millot. Arche tilldelades 2018 priset för Årets kulturtidskrift.
I september 2010 publicerades I kulturen. En vänbok till Per Magnus Johansson. I januari 2012 publicerade Johansson tillsammans med Claudia Fahlke en bok om psykopatologi på Natur och Kultur. I mars 2014 utkom essäsamlingen Psykoanalys och humaniora där Johansson tar sig an det komplexa mötet mellan psykoanalys och humaniora och belyser detta ur en rad olika perspektiv, kulturhistoriska, teoretiska, praktiskt-kliniska och personliga. Boken gavs ut av Bokförlaget Daidalos som band 5 i verket Freuds psykoanalys.
Göteborgs förening för filosofi och psykoanalys utgav i september 2014 en bok där Johansson intervjuas om sin verksamhet som psykoanalytiker, idéhistoriker och författare. Boken har titeln En psykoanalytikers väg och utgåvan innehåller även en parallell översättning till franska, Le cheminement d'un psychanalyste. I boken ingår ett förord av Élisabeth Roudinesco. 
I september 2016 publicerades brevväxlingen Ensamhet och gemenskap, där Johansson och idéhistorikern Thomas Karlsohn diskuterar sina erfarenheter av att vara verksamma vid universitetet.
Tillsammans med Sven-Eric Liedman utgav Johansson boken En spricka i språket. Marx och Freud – våra samtida på Bonniers förlag i september 2018.
Boken Arkitektliv. Gert Wingårdh i samtal med Per Magnus Johansson och Johan Linton, utkom i oktober 2021.
Under Covid-19-pandemin publicerade Johansson texter och intervjuer där pandemins effekter belystes och diskuterades med personer från olika yrkesgrupper. Texterna publicerades först i sociala medier och senare i bokform. 2023 samlades samtliga texter i Corona: en psykoanalytikers dagbok 1-3. 
Johansson författar återkommande krönikor i Göteborgs-Posten.

## Utmärkelser
2006 tilldelades Johansson utmärkelsen "Officier dans l'Ordre des Palmes Académiques" av franska utbildningsministeriet. Han var ordförande i Sveriges Psykologförbunds etikråd 2007-2013. 
2012-2025 var Johansson hedersmedlem i Svenska psykoanalytiska föreningen. 
I december 2014 invaldes Johansson som ledamot i Kungliga Vetenskaps- och Vitterhets-Samhället.
I april 2024 tilldelades Johansson Göteborgs Stads arbetsstipendium för författare.